# قوت یک نقطه

شکل ۱. تصویر قوت نقطه P را نسبت به دایره‌ای به مرکز O نشان می‌دهد. فاصله s با رنگ نارنجی، شعاع r با رنگ آبی و مماس PT با رنگ قرمز مشخص شده است.

در هندسه مسطحه مقدماتی، قوت یک نقطه نسبت به یک دایره عددی حقیقی چون h است که انعکاس دهنده فاصله نسبی نقطه داده شده از یک دایره است. به خصوص، قوت نقطه‌ای چون {\displaystyle {\bf {P}}} نسبت به دایره‌ای چون {\displaystyle O} با شعاع {\displaystyle r} در شکل ۱ نمایش داده شده است:
{\displaystyle h=s^{2}-r^{2}}
که در آن {\displaystyle s} فاصله بین نقطه {\displaystyle {\bf {P}}} و مرکز {\displaystyle {\bf {O}}} دایره است. بر اساس این تعریف، نقاط داخل دایره قوت منفی، نقاط خارج از دایره قوت مثبت و نقاط روی دایره قوت صفر دارند. برای نقاط خارجی، قوت برابر مربع طول یک پاره خط مماس از نقطه به دایره است. همچنین به قوت یک نقطه، قوت دایره نسبت به نقطه مورد نظر نیز می‌گویند.
قوت نقطه {\displaystyle {\bf {P}}} (شکل ۱ را ببینید) را می‌توان به طور معادل به این صورت تعریف کرد: اگر خطوط دلخواه عبوری از {\displaystyle {\bf {P}}} را در نظر بگیریم، برای آن خطوطی که دایره را در دو نقطه قطع می‌کنند، این دو نقطه دو فاصله مختلف از {\displaystyle {\bf {P}}} تا آن نقاط را به وجود می‌آورند، ضرب این فواصل قوت {\displaystyle {\bf {P}}} را تعریف می‌کند. به عنوان مثال در شکل ۱، یک اشعه خروجی از {\displaystyle {\bf {P}}}، دایره را در دو نقطه {\displaystyle {\bf {M}}} و {\displaystyle {\bf {N}}} قطع می‌کند، در حالی که اشعه مماس دایره را در یک نقطه {\displaystyle {\bf {T}}} قطع می کند و خط افقط گذرنده از {\displaystyle {\bf {P}}} دایره را در نقاط {\displaystyle {\bf {A}}} و {\displaystyle {\bf {B}}} قطع کرده که انتهای قطری از دایره هستند. در مورد اخیر، ضرب فواصل ایجاد شده را در هم ضرب می‌کنیم و قوت نقطه را بدست می‌آوریم، در زیر قوت نقطه از چند روش مذکور محاسبه شده است:
{\displaystyle \mathbf {\overline {PT}} ^{2}=\mathbf {\overline {PM}} \times \mathbf {\overline {PN}} =\mathbf {\overline {PA}} \times \mathbf {\overline {PB}} =(s-r)\times (s+r)=s^{2}-r^{2}=h.}
برخی مواقع به معادله فوق "قضیه سکانت-تانژانت"، "قضیه وترهای متقاطع"، یا "قضیه قوت یک نقطه" نیز گفته می‌شود. در حالتی که {\displaystyle {\bf {P}}} درون دایره باشد، دو نقطه تقاطع خط عبوری از {\displaystyle {\bf {P}}} و دایره در دو سمت مخالف نقطه {\displaystyle {\bf {P}}} قرار خواهد گرفت. اگر خط را جهتدار در نظر بگیریم، یکی از این فواصل مثبت، و دیگری منفی خواهد شد، پس ضربشان هم همیشه در این حالت منفی می‌شود.
قوت یک نقطه در بسیاری از تعاریف و اثبات های هندسی مورد استفاده قرار می‌گیرد. به عنوان مثال، محور رادیکالی دو دایره دلخواه، خط مستقیمی از نقاط است که قوت های برابری نسبت به آن دو دایره دارند. برای هر نقطه روی این خط، دایره منحصر به فردی به مرکزیت آن نقطه وجود دارد که بر هر دو دایره مورد نظر عمودست؛ یا به طور مشابه، خطوط مماس با طول های برابری را می توان از آن نقطه به دایره‌های داده شده رسم کرد. به طور مشابه، مرکز رادیکالی سه دایره نقطه منحصر به فردیست که دارای قوه برابر نسبت به هر سه دایره باشد. همچنین در این حالت هم دایره منحصر به فردی به مرکزیت مرکز رادیکالی وجود دارد به گونه ای که بر هر سه دایره داده شده متعامد باشد، و به طور معادل می توان در این مورد هم مماس هایی از آن نقطه به هر سه دایره رسم کرد که اندازه‌های برابری دارند. نمودار قوت دسته‌ای از دایره‌ها، صفحه را به نواحی مختلفی تقسیم بندی می‌کند که در هر ناحیه، دایره کمینه کننده قوت، ثابت و مشخص است.
ادموند لاگر، ریاضیدان فرانسوی، به طور مشابه قوت یک نقطه را نسبت به هر خم جبری تعریف کرد.
برای درک بیش تر مفهوم قوت یک نقطه نسبت به یک دایره می توانید به لینک داخل منابع مراجعه کنید.